# Озеро Глибоцьке
О́зеро Глибо́цьке — заповідне урочище місцевого значення в Україні. Об'єкт розташований на території Камінь-Каширського району Волинської області, ДП «Городоцьке ЛГ», квартал 13, виділи  47, 51. 
Площа — 9,5 га, статус отриманий у 1979 році.
Охороняється озеро карстового походження, яке живлять природні джерела, оточене віковими деревами дуба звичайного (Quercus robur).

## Галерея

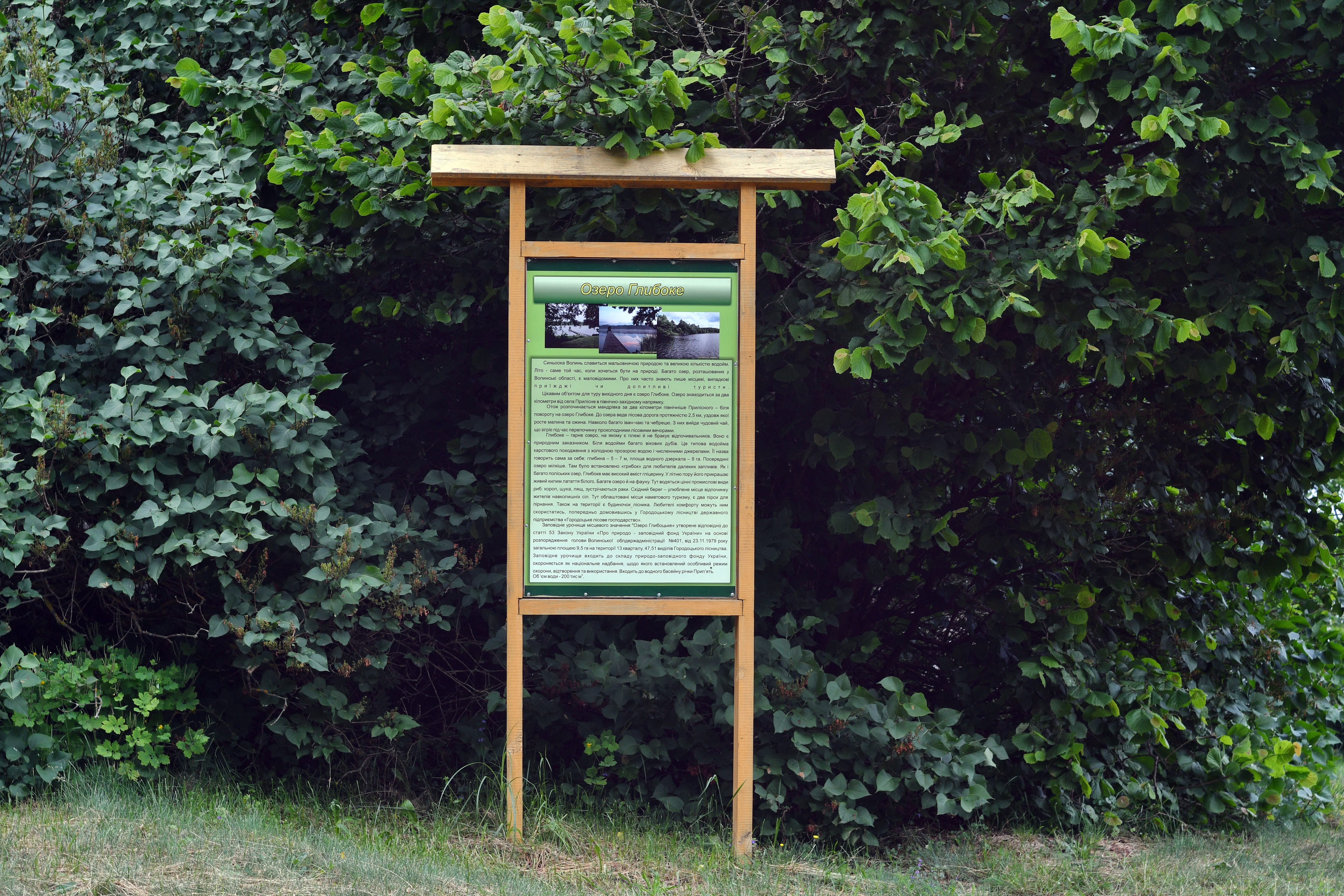
Інформаційна дошка
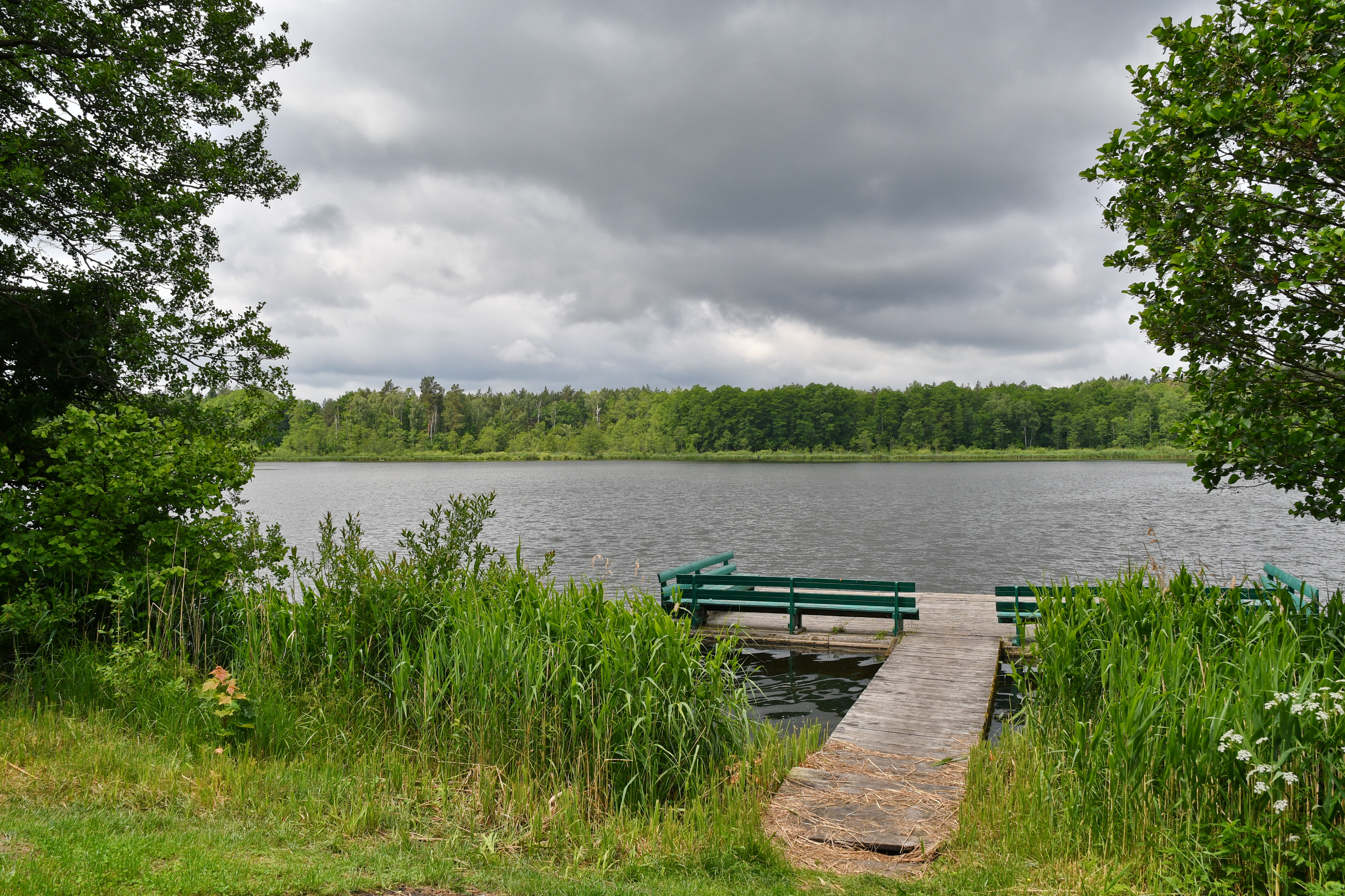
Вигляд зі східного берега озера
Панорама з південного берега озера
Панорама зі східного берега озера
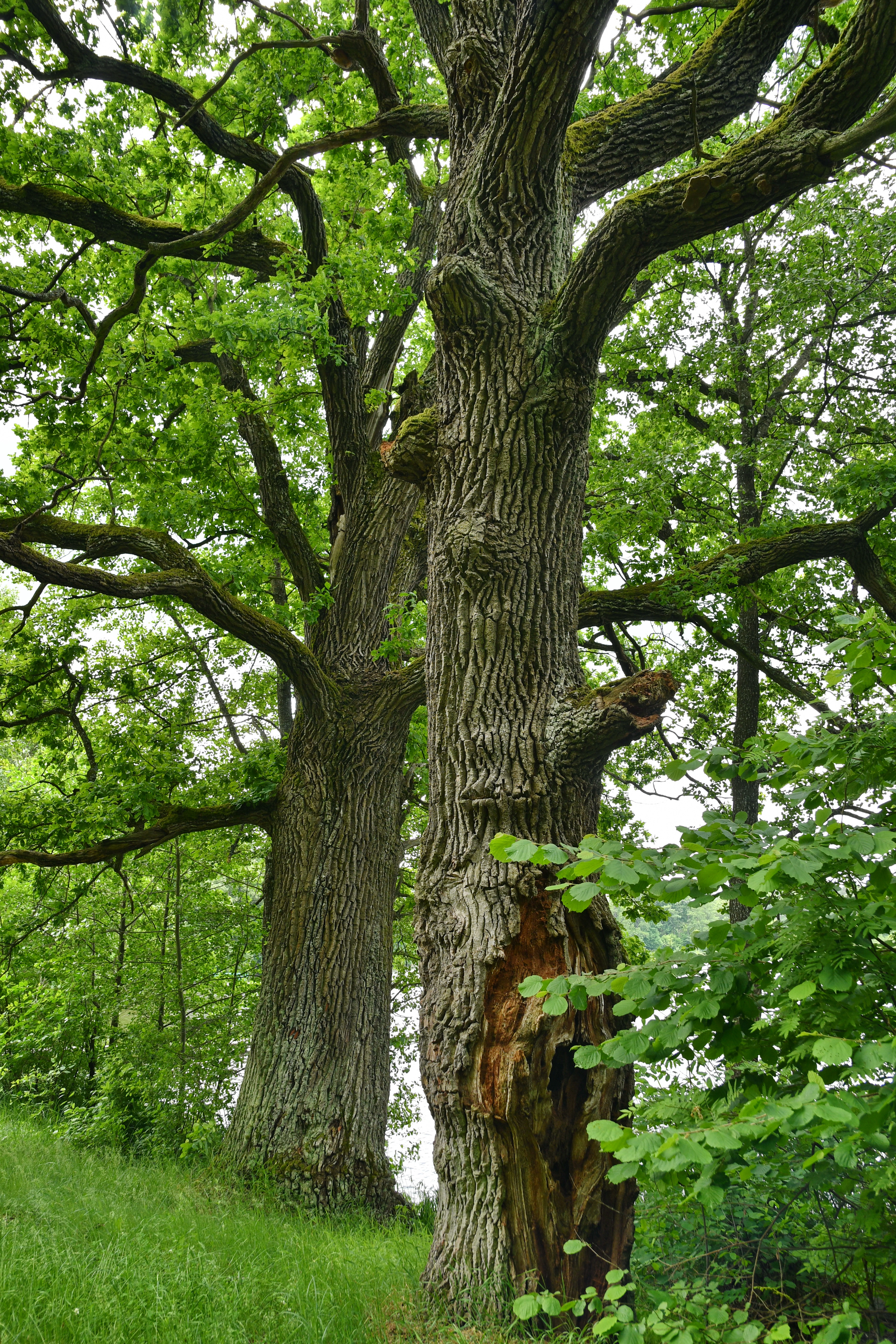
Дуби поблизу східного берега озера